# 战争行为：严重叛国
《战争行为：严重叛国》（中国大陆又译作）是《战争行为：直接行动》的资料片。由Eugen Systems进行开发，Atari, Inc.负责国际发行。2007年9月28日，原版游戏和本作以“战争行为：黄金版”名义在欧洲发行。
本作加入了海战和雇佣兵的元素。

## 剧情
本作发生的时间在《战争行为：直接行动》的三年后的某三天中。

## 游戏势力
- 美军
- 猛禽特遣队（Task Force Talon）
- 联合军（Consortium）
- 雇佣兵（Mercenaries）